# モース警部
モース警部 (Inspector Morse) は、コリン・デクスターの推理小説に登場するイギリスの架空の警察官。『ウッドストック行最終バス』に初登場。以後、デクスターの全13長編、及び1つの短編に登場する。イギリスでは、1990年のCWA会員投票において「好きな探偵」第1位に選ばれるなど、小説上の名探偵として著名なシャーロック・ホームズと並び高い人気を博している。

## 略歴
生年月日は不明だが、12星座占いはてんびん座である。18歳のときイギリス陸軍に徴兵され、通信隊に所属する。18か月後に除隊、オックスフォード大学セント・ジョンズカレッジに入学し、文学士を志す。最初の2年間は、勉学に打ち込み、文学士の第1次試験で第1級を獲得したが、3年目の2月末に始まった恋愛のために学業が疎かになり成績が下降した。奨学金を打ち切られ、文学士の学位を得るための本試験に合格することもできず、失意のうちに大学を去ったモースは父親の勧めで警察入りを決意する。
第1作に44歳で初登場後数々の難事件を解決し、同僚からは超一流の事件解決力を持った警察官として一目おかれるが、1998年8月13日木曜日16:20過ぎに、オックスフォード市のジョン・ラドクリフ第2病院心臓治療室において死亡。死因は、重度の心筋梗塞と腎臓機能の停止。

## 家族
生涯独身で妻子はなく、婚外子も無い。また、探検家キャプテン・クックを尊敬する賭博好きでタクシー運転手をしていた父親と、クエーカー教徒でおとなしい性格の母親は、すでに他界している。唯一の親類縁者であった、ノーザンバーランドシャー・アニックに在住の97歳の叔母、グラディスが、1996年以前に他界して以降は天涯孤独の身となる。

## 名前
モースのファーストネーム”E”が何の頭文字かは、彼の上司や同僚も知らない作品中の謎であったが、モースの父親が英雄視していた、キャプテン・クックの乗艦HMSエンデバー号を由来とする Endeavour であることが、友人であり部下であるルイス部長刑事宛てにモースが送った絵葉書で判明した。この話題は第13作の発表当時において、BBCの一般ニュース枠でも取り上げられている。

## 人物
オックスフォードシャー州キドリントンにある、テムズバレー警察本部犯罪捜査課（CID）所属の主任警部。背は高くなく（正確な身長は不明）、肥満が目立つ体型と描かれている。頭髪が薄い事を本人も気にしているが、帽子を愛用することもなく、また、髪の色が銀色から白色へと変化しても染めることはなかった。瞳の色は冷たい印象を与える青である。
初登場時は44歳。仕事熱心だが、思い込みや思いつきで直感的推理を次々と組み立てて事件を次々と解決し、警察署内でも一目置かれている。科学的思考より自身の直観を優先することが多く、地道な捜査を好む部下のルイス部長刑事はいつも迷惑しているものの、二人の間にはしっかりとした友情関係がある。また、後に相棒のルイス警部を主役としたスピンオフ作品がシリーズ化されている。
モースは作者の趣味を反映し、暇あればクロスワードパズルを解いている。クラシック音楽を好み、リヒャルト・ワーグナーを愛する。また、英単語の綴りにうるさく、部下の報告書等で間違いを見つけるとすぐに指摘する。反面、酒や煙草、女も大好きで、そのギャップが彼の魅力でもある。特に酒好きであるため、昼食は必ず液体で摂取するという名目のもとに仕事中にもかかわらず、パブに出入りすることが少なくない。また、特に女に惚れやすい性格で、会った美人の女性にはかならず好意を抱いており、女性もモースの魅力に惹かれるパターンが多い。

## 映像化
主任警部モース（Inspector Morse）
ジョン・ソウがモース警部、ケビン・ウェイトリーがルイス部長刑事を演じ、1986年から2000年まで全33話が放送された。NHK-BSの日本語吹き替え放送では横内正が担当。
オックスフォードミステリー ルイス警部（Lewis）
モース亡き後のルイス警部の活躍を描いたスピンオフ。ウェイトリーが引き続きルイスを、ローレンス・フォックスが部下のハサウェイ刑事を演じた。
刑事モース〜オックスフォード事件簿〜（Endeavour）
ショーン・エヴァンス演じる、若き日の新米刑事時代のモースの活躍を描く。ジョン・ソウの娘、アビゲイル・ソウが新聞編集者役でレギュラー出演している。